# Rogue-like

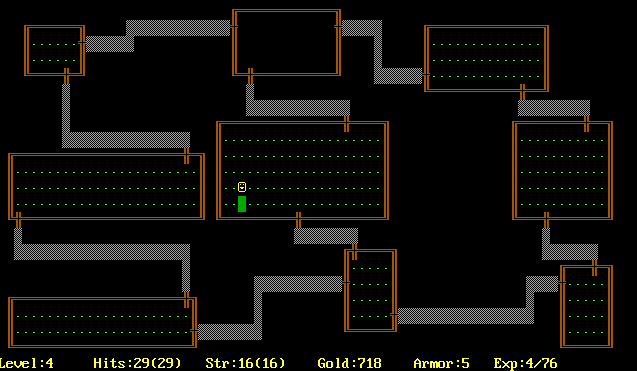
Nachgebildeter Screenshot des namensgebenden Computerspiels Rogue

Als Rogue-like bezeichnet man eine Untergruppe der Computer-Rollenspiele, die durch prozedural generierte Level, die fehlende Lademöglichkeit eines Speicherstandes bei Tod der Spielfigur (englisch permanent death ‚permanenter Tod‘) sowie oftmals durch kachelbasierte oder auch rein aus Schriftzeichen erzeugte Spieldarstellung und rundenbasierte Spielweise gekennzeichnet sind. Rogue-like werden diese Spiele genannt, da sie in Aufbau, Stil und Spielprinzip an das Computerspiel Rogue angelehnt sind, das als Blaupause für zahlreiche, meist nicht kommerzielle Nachahmer-Projekte diente.
In den 2000er und 2010er Jahren erlangten vor allem im Indie-Spielebereich Mischformen Beliebtheit, die nur einzelne Elemente des Rogue-like-Genres aufgreifen und andere weglassen. Diesen oft als Rogue-lite bezeichneten Spielen sind meist die prozedural generierten Spielwelten und der permanente Tod zu eigen, während zum Beispiel die Rollenspiel-Elemente Komponenten anderer Genres, wie etwa Strategie oder Jump ’n’ Run, weichen. Durch die begriffliche Abgrenzung soll der Unterschied zu einer engeren Genredefinition, der 2008 veröffentlichten Berlin Interpretation, kenntlich gemacht werden.

## Merkmale

### Allgemein
Das Rogue-like ist eine Variante des Computer-Rollenspiels, mit denen es das grundlegende Spielprinzip teilt. Wie auch bei den frühen Computer-Rollenspielen wurden das System für Regeln, die Attribute des Helden und Monster oftmals – aber nicht ausschließlich – vom Rollenspiel-Regelwerk Dungeons & Dragons inspiriert. Die Spielfigur wird durch Eigenschaften definiert, die numerische Werte haben. Das erste wesentliche Element des Spiels ist das Erforschen der Spielwelt, die aus geschichteten Leveln von meist Gängen und dadurch verbundenen Räume besteht (sog. Dungeons). Der Plan des Dungeons wird meist bei jedem neuen Spieldurchgang zufällig und mit Hilfe von prozeduraler Berechnung neu aufgebaut. Gelegentliche Level mit festem Aufbau oder statische Basen sind nicht generell ausgeschlossen, dann aber dem Spielablauf des jeweiligen Spiels geschuldet. Neben den Leveln werden oftmals auch die Beschreibungen vieler Gegenstände, die sich im Spiel finden lassen, zufällig neu angeordnet, so dass man sie auch erneut identifizieren muss. So entsteht bei jedem Durchlauf ein neues, einzigartiges Abenteuer.
Ein zweites wesentliches Element sind die Kämpfe mit ihren Bewohnern. Der Ausgang der Kämpfe bestimmt sich im Regelfall durch die Eigenschaftswerte der Spielfigur und die des jeweiligen Gegners. Die Kämpfe laufen in der Regel nicht in Echtzeit, sondern rundenbasiert ab, d. h. Spielzüge des Spielers und des jeweiligen Gegners wechseln sich ab. Eine Hintergrundgeschichte bzw. Spielhandlung, wie sie bei Rollenspielen üblich ist, ist bei Rogue-likes optional. Sehr typisch für das Genre ist das sog. permadeath-System, das heißt das virtuelle Ableben der Spielfigur ist unwiderruflich und kann nicht durch das Laden eines früheren Spielstandes umgangen werden. Denn der Spielstand wird in der Regel nur beim Verlassen des Spiels gespeichert und beim Fortsetzen sofort wieder gelöscht. Nach dem Tod der Spielfigur bleibt nur ein Eintrag in der Bestenliste, traditionell als Friedhof (graveyard) bezeichnet. Das Sichern und im „Todesfall“ Wiederherstellen von vorigen Spielzuständen ist im Allgemeinen verpönt und wird teilweise durch technische Maßnahmen erschwert.

### Die Berliner Interpretation
Die Bestimmung eines Rogue-likes ergab sich lange Zeit aus dem Vergleich mit Rogue und dessen Nachahmern. 2008 wurde von verschiedenen Rogue-like-Entwicklern auf der International Roguelike Development Conference durch die so genannte Berliner Interpretation (englisch Berlin interpretation) der Versuch einer Definition des Genres unternommen. Mit ADOM, Angband, Crawl, Nethack und Rogue wurden dabei fünf kanonische Titel festgelegt. Weiterhin wurde zwischen acht hohen und sechs niederen Faktoren unterschieden, wobei nicht zwingend alle Faktoren erfüllt sein müssen:
Hohe Faktoren
- zufällig generierte Spielwelt
- Permadeath und keine Speicherfunktion
- rundenbasiertes Spielprinzip
- eine grid-/kachelbasierte Spielwelt
- einheitliche Bildschirmausgabe, d. h. eine Ausgabemaske für sämtliche Aktionen und Funktionen
- ein komplexes Game-Design, das die Möglichkeit für unterschiedliche Lösungswege ermöglicht
- sorgsames Abwägen der knappen Ressourcen
- Hack ’n’ Slash als Zentralelement, reines PvE, keine Diplomatie oder Monsterbeziehungen untereinander
- sorgsame Erkundung der Dungeons und allmähliche Identifikation unbekannter Gegenstände

Niedere Faktoren
- nur ein Charakter
- Monster sind dem Spieler vergleichbar und unterliegen denselben Regeln und Designs
- durchgehende taktische Herausforderungen, deren Bewältigung ein mehrmaliges Spielen erforderlich machen
- Präsentation in ASCII-Zeichen
- die Spielwelt besteht aus Dungeons (als Abfolge von Räumen und Korridoren)
- bewusste Präsentation aller relevanten Charakterangaben in Zahlen

### Steuerung
Die Steuerung klassischer Rogue-likes erfolgt häufig über die Tastatur, die meisten Befehle benötigen nur einen Buchstaben, z. B.:
- Bewegen und Kämpfen: Pfeiltasten oder Ziffernblock bzw. vi-Tasten (hjkl etc.)
- o – open: Tür öffnen
- i – inventory: Verzeichnis der mitgeführten Gegenstände ansehen
- u – use: einen Gegenstand benutzen
- r – read: Spruchrolle, Buch etc. lesen
- z – zap: Magie einsetzen

Gegebenenfalls folgt einem solchen Befehl noch ein Auswahlmenü für die Richtung bzw. den gewünschten Gegenstand.

### Technik
Viele Rogue-likes stellen traditionell die Spielwelt durch Schriftzeichen auf einem Terminal dar. Traditionell steht dabei jedes Zeichen für den Inhalt eines Feldes:
- @ für die Spielfigur, den Abenteurer
- a–z, A–Z, 0–9 für diverse Monster
- –, |, +, <, >, . für Wände, Türen, Treppen, Gelände
- sowie weitere Zeichen für Gegenstände, z. B. $ = Gold, % = Essen, ) = Waffe

| ------                          |    | -                         |  | Wand |
| \|....\|000000############      | #  | Dunkler Gang              |  |      |
| \|....\|000000#0000000000#      | .  | Beleuchteter Bereich      |  |      |
| \|.$..+########000000000#       | $  | Goldmünzen                |  |      |
| \|....\|0000000#000000---+---   | +  | Eine Tür                  |  |      |
| ------0000000#000000\|.....\|   | \| | Wand                      |  |      |
| 00000000000000#000000\|.!...\|  | !  | Ein Zaubertrank           |  |      |
| 00000000000000#000000\|.....\|  |    |                           |  |      |
| 00000000000000#000000\|..@..\|  | @  | Der Abenteurer            |  |      |
| 000----0000000#000000\|.....\|  |    |                           |  |      |
| 000\|..\|0000000#######+..D..\| | D  | Ein Drache                |  |      |
| 000\|<.+###0000#000000\|.....\| | <  | Treppe nach oben          |  |      |
| 000----00#0000#000000\|.?...\|  | ?  | Schriftrolle, oft magisch |  |      |
| 000000000######000000-------    |    |                           |  |      |

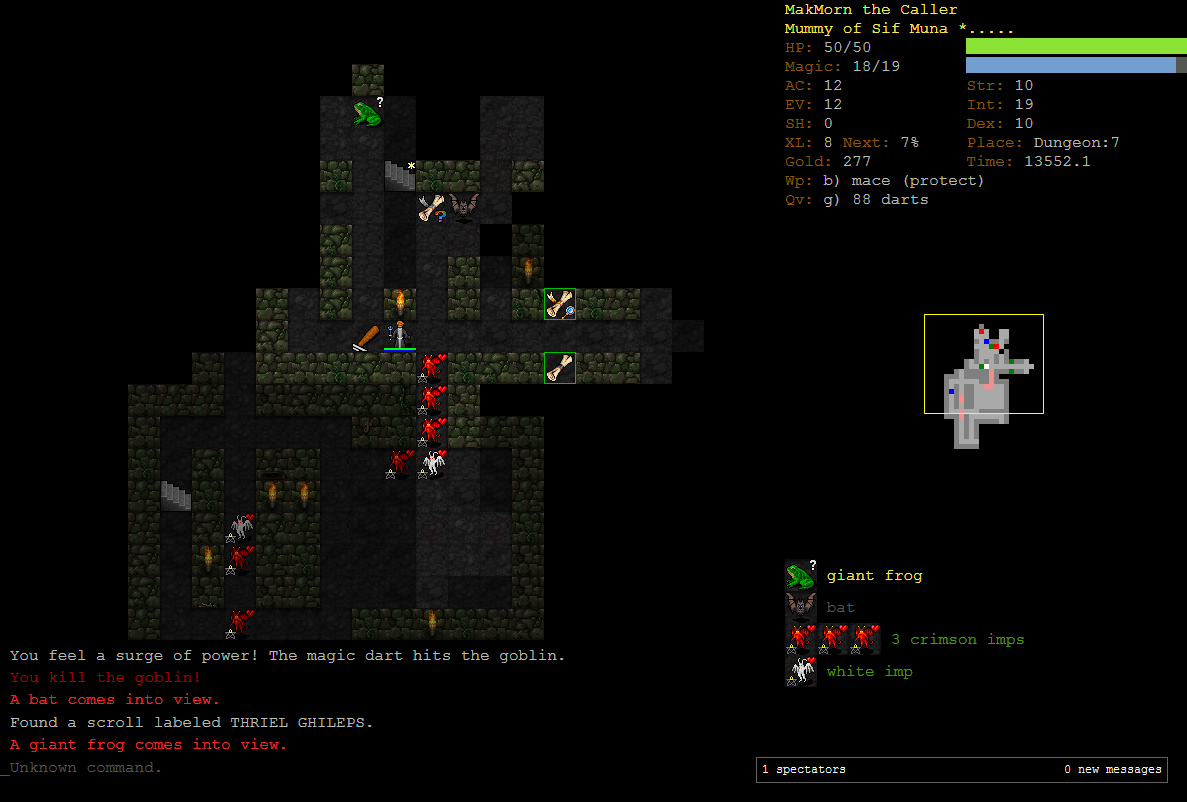
Rastergrafiken in dem Spiel Dungeon Crawl Stone Soup

Für viele Spielvarianten gibt es auch Grafiksätze, die die Buchstaben und Sonderzeichen durch kleine Rastergrafiken ersetzen. Die Orientierung im Spiel ist dadurch insbesondere für Anfänger leichter. In der Regel kann man wählen, ob man das Spiel in der klassischen ASCII-Darstellung oder mit einem der Grafiksätze spielen möchte.
Obwohl zwar viele neuere Rogue-likes auf Graphik aufbauen, gilt die klassische Textdarstellung als ein prägendes Element des Genres und wird als eigenständige Kunstform betrachtet, die der Vorstellung des Spielers völlige Freiheit überlassen soll.

## Geschichte

Entwicklungsgeschichte bekannter Genre-Vertreter bis in die frühen 2000er-Jahre

Zwar wird das namensgebende Spiel Rogue oftmals als Urvater des Genres bezeichnet, das vergleichsweise unbekannte Beneath Apple Manor verfolgt jedoch dasselbe Spielprinzip und ist zwei Jahre älter. Beneath Apple Manor wurde vom angestellten UCLA-Programmierer Don Worth in seiner Freizeit auf einem Apple II entwickelt und 1978 kommerziell vermarktet, erreichte aber keine weite Verbreitung.
Rogue selbst entstand wie viele der frühen Computer-Rollenspiele (bspw. pedit5, Dungeon oder dnd) im universitären Umfeld. Beeinflusst von den frühen text-basierten Computerspielen Star Trek, Colossal Cave Adventure und dem Rollenspiel-Regelwerk Dungeons & Dragons entwickelten der Informatik-Student Michael Toy und der Game-Design-Student Glenn Wichman bereits an der University of California, Santa Cruz die ersten Versionen von Rogue für das damals im universitären Umfeld Kaliforniens zunehmend verbreiteten Unix-basierte Betriebssystem BSD. Feinschliff erhielt das Spiel, nachdem Toy an die Universität Berkeley gewechselt war und das Spiel dort mit Unterstützung von Ken Arnold, Entwickler der für Rogue grundlegenden Programmbibliothek curses, optimieren konnte. Durch die Veröffentlichung von Rogue in der BSD-Versionen 4.2 (1983) und des Quellcodes unter BSD-Lizenz in der Version 4.3 (1986) erlangte das Spiel zunehmende Popularität und fand erste Nachahmer wie bspw. Hack (1982–84) oder Moria (1983).
In den Anfangstagen des Genres wurde der Plan eines Levels in der Draufsicht mit ASCII-Zeichen dargestellt. Die alphanumerischen Zeichen dienten wie in der entfernt verwandten ASCII-Art als grafische Elemente. Der Verzicht auf Grafik und Sound war anfangs bedingt durch die technischen Möglichkeiten in den 1980er-Jahren. Ein Großteil der Spiele wird und wurde im Rahmen von nicht-kommerziellen Freizeitprojekten entwickelt. Dabei wird der minimalistische Stil teils aus ästhetischen, teils aber aus pragmatischen Gründen ganz bewusst beibehalten, da der Aufwand für Sound und gerade für Grafik doch sehr hoch ist. Die Schwerpunkte bei der Entwicklung liegen stattdessen auf den taktischen Rollenspielsystemen und Abenteuern. Die minimalistische Präsentation der Spiele steht dabei oft im Gegensatz zu ihrer Komplexität.
Trotz seines kreativen Einflusses spielte das Genre im kommerziellen Bereich zunächst keine aktiv bedeutende Rolle. Toy, der zwischenzeitlich hinzugestoßene Programmierer Jon Lane und Wichman versuchten sich zwar an der Vermarktung von Rogue auf zahlreichen Heimcomputer-Systemen, wofür sie die Unterstützung von den Spielepublishern Epyx und Mastertronic erhielten. Trotz Überarbeitungen und bspw. Einführung von Grafiken konnten sie jedoch keinen bedeutenden kommerziellen Erfolg erzielen und beendeten daher ihre Aktivitäten in der Spieleentwicklung wieder. Das 1993 erschienene Dungeon Hack von DreamForge Intertainment stellte einen weiteren Versuch einer kommerziellen Nutzung dar, blieb aber erfolglos. Ebenfalls starken Einfluss übten Rogue-likes zunächst auf die Entwicklung von Diablo aus, dass mit dem Wechsel von einem rundenbasierten zu einem Echtzeit-Kampfsystem das Spielprinzip letztlich jedoch erheblich veränderte. Es wurde durch seinen Erfolg zur Schablone für eine eigene Spielegattung, den Action-Rollenspielen.
Bis in die 2000er fristeten das Genre und seine Konventionen weiterhin ein Nischendasein. 2008, im selben Jahr wie die Festlegung der Berlin Definition, veröffentlichte Derek Yu die erste Version seines Spiels Spelunky, in dem er einige Prinzipien wie die Zufallslevel, den hohen Schwierigkeitsgrad und stark eingeschränkte Speicheroptionen mit dem eingängigen Spielprinzip eines Jump ’n’ Runs und Grafik verband. Der Erfolg von Spelunky animierte weitere, zunächst vor allem unabhängige Entwickler und ihre Teams zu Experimenten mit Rogue-like-Elementen in Verbindung mit anderen Genres. Es entwickelten sich zahlreiche unterschiedliche Interpretationen, die sowohl bei Kritikern als auch kommerziell Erfolge feiern konnten, darunter Titel wie The Binding of Isaac, FTL, Hades, Dead Cells und Slay the Spire. Da diese Spiele zum Teil deutlich von der Formel der Berlin Interpretation abweichen, wurde zur besseren Unterscheidung für diese Spielart die Bezeichnung Rogue-like-likes oder zunehmend auch Rogue-lites gebräuchlich.

## Genrevertreter

### Enge Definition (Auswahl)
- Ancient Domains of Mystery
- Angband
- Beneath Apple Manor
- Cataclysm: Dark Days Ahead (postapokalyptisches Survival-Spiel mit einer Open-World)
- Dwarf Fortress (vereint Simulation mit Rogue-Elementen)
- Hack
- Linley’s Dungeon Crawl und der populäre Nachfolger Dungeon Crawl Stone Soup
- Moria
- NetHack
- Rogue

### Rogue-lites und Spiele mit Elementen des Genres (Auswahl)
Spiele, die sich an Elementen des Genres bedienen (Mischformen):
- Darkest Dungeon
- Dead Cells (kombiniert Rogue-Elemente mit dem Metroidvania Genre)
- FTL
- For the King
- Neon Abyss
- Returnal
- The Binding of Isaac
- Wizard of Legend

### VonRogueinspirierte Spiele (Auswahl)
- Crossfire
- Daimonin
- Diablo
- Dungeon Hack
- Fate